# Pyramidophoriella
Pyramidophoriella is een geslacht van vliesvleugeligen uit de familie Pteromalidae. De wetenschappelijke naam van dit geslacht is voor het eerst geldig gepubliceerd in 1969 door Hedqvist.

## Soorten
Het geslacht Pyramidophoriella omvat de volgende soorten:
- Pyramidophoriella albiclava Hedqvist, 1969
- Pyramidophoriella brunnea Hedqvist, 1969